# Ästhetische Theorie
Ästhetische Theorie er en bog af den tyske filosof Theodor Adorno. Værket, der blev udgivet posthumt på baggrund af Adornos efterladte ufærdige udkast, reflekterer over den moderne kunsts sociale karakter. Med udgangspunkt i Hegel og Marx diskuterer Adorno, om kunst kan overleve i et senkapitalistisk samfund og om kunst kan være med til at ændre samfundet. I denne diskussion bygger Adorno på Kants idé om finkulturens (schöne Kunst) autonomi, samtidig med at han trækker på Marx’ idé om kunstens forankring i samfundet. Ud fra denne kobling af Kant og Marx diskuterer Adorno nødvendigheden og umuligheden af kunstens autonomi. For Adorno udtrykker autentisk moderne kunstværker derfor nogle af de konflikter, der fandtes i den verden hvori disse værker blev skabt. Den svære skrivestil i værket har en kritiker argumenteret at kunne forstås som en dobbelttydighed i værkets titel, der både kan læses som en "teori om æstetik" om som "æstetiseret teori."

## Kunstsyn
Centralt for Adornos kunstsyn er hans skelnen mellem Gehalt og Funktion, der får hans kunstsociologi til at adskille sig fra både hermeneutiske og empiriske tilgange. Hvor en hermeneutisk tilgang typisk betoner kunstværkets mening og kulturelle betydning og nedtoner værkets politiske og/eller økonomiske rolle, fokuserer en empirisk tilgang typisk på samspillet mellem værket og forskellige sociale faktorer og ignorer derfor gerne spørgsmål vedr. værkets betydningslag. Adornos greb ligger i at forene disse to analytiske strategier. Han argumenterer for, at værkets Gehalt og Funktion bør forstås i relation til hinanden.
Med grundlag i Adornos syn på den moderne kunsts autonomi og hvad han ser som en vigtig ændring af kapitalismens karakter, er Adorno meget kritik indstillet over for den rolle som politisk kunst kan spille. Adorno mener, at den politiske kunst både har problemer ift. effektivitet og legitimitet i senkapitalismen. Dog mener han samtidig, at politisk kunst kan fungere som en form for korrektiv til det, han så som en falleret æsteticisme i meget populær kunst. Adorno mener, at i senkapitalismen er den bedste politiske kunst i stand til at gennemarbejde sine egne indre modsigelser på en måde, så de skjulte indre modsigelser i samfundet ikke længere kan ignoreres. For Adorno er Samuel Becketts teaterstykker et godt eksempel på dette. For Adorno er Becketts stykker mere sande end meget andet kunst. Adorno mener, at alle kunstværker har en Gehalt i kraft af en indre dialektisk modsætning mellem dets form og indhold og for at forstå denne dynamik må man derfor både forstå værkets indre dynamik og den dynamik, der er på spil i værkets socialhistoriske kontekst.